# Podróż apostolska Franciszka do Francji (2014)
Podróż apostolska papieża Franciszka do Francji odbyła się 25 listopada 2014 roku. Podróż apostolska papieża Franciszka obejmowała miasto Strasburg. Celem tej wizyty była wizyta papieża w Parlamencie Europejskim i w Radzie Europejskiej w Strasburgu, gdzie w obu tych instytucjach wygłosił przemówienie.
11 października 2013 roku podczas audiencji przewodniczący PE Martin Schulz zaprosił papieża Franciszka, by wygłosił przemówienie, uczynił to w 25 rocznicę wizyty Jana Pawła II w PE. 11 września 2014 zostało potwierdzone przez Służby prasowe Stolicy Apostolskiej.
Była to druga wizyta papieża w Parlamencie UE, pierwszym papieżem był Jan Paweł II w 1988 roku.

## Program pielgrzymki[4]
O 755 wylot samolotu z papieżem z lotniska Rzym/Fiumicino International Airport do Strasburga, zaś o 1000 przylot na międzynarodowe lotnisko w Strasburgu / Entzheim i tam nastąpiło prywatne powitanie biskupa Rzymu. O 1035 papież odwiedził Parlament Europejski zaś o 1205 odwiedził Radę Europy, wygłaszając w obydwu izbach przemówienie. O 1350 papież udał się na lotnisko w Strasburgu / Entzheim i odleciał do Rzymu zaś o 1550 nastąpił przylot na międzynarodowe lotnisko Rzym/Fiumicino.